# Papa Sixt al III-lea
Papa Sixt al III-lea (n. 390 d.Hr., Roma, Imperiul Roman – d. 19 august 440 d.Hr., Roma, Imperiul Roman de Apus) a fost papă al Romei în perioada 31 iulie 432 - 18 sau 19 august 440. În decursul pontificatului său a fost construită, între altele, Bazilica Santa Maria Maggiore. Zidirea acestei impozante bazilici de la Roma a urmat Conciliului de la Efes din 431, care a acordat Sf. Maria titlul de "Theotokos" ("Născătoare de Dumnezeu").
Înainte de a fi ales în funcția pontificală, Sixtus al III-lea a adoptat o poziție conciliantă față de călugărul irlandez Pelagius, motiv pentru care a fost acuzat de simpatii față de acesta. Ulterior a condamnat învățăturile lui Pelagius drept eretice.
Papa Sixt al III-lea a menținut drepturile papalității asupra Iliriei prin intermediul arhiepiscopului de Tesalonic. 
Este sărbătorit în calendarul romano-catolic în ziua de 19 august.